# Chó săn chỉ điểm Bồ Đào Nha
Chó săn chỉ điểm Bồ Đào Nha, (tiếng Bồ Đào Nha:Perdigueiro Português) là một giống chó được phát triển để trở thành một giống chó săn. Nó là một trong một số giống chỉ và chủ yếu được sử dụng trong săn bắn chim đa giác chân đỏ. Chó săn chỉ điểm Bồ Đào Nha (perdigueiro Português) có nguồn gốc từ những con chó săn Iberia cổ đại với sự hiện diện của nó ở Bồ Đào Nha có thể truy nguyên đến đầu thế kỷ thứ mười hai. Ban đầu con chó được nuôi trong các cơ sở chăm sóc chó hoàng gia và sau đó trở thành một con chó săn rất phổ biến cho các tầng lớp thấp hơn của xã hội. Vào thế kỷ thứ mười tám, nhiều gia đình người Anh đã có mặt tại khu vực Oporto trong lĩnh vực sản xuất rượu vang và tìm hiểu về giống chó săn Bồ Đào Nha để rồi sau đó đưa chúng đến Anh, nơi có một phần nguồn gốc của giống chó này, là giống chó săn chỉ điểm Anh. Tuy nhiên, trong thế kỷ XIX khi Bồ Đào Nha đã trải qua những khó khăn xã hội đáng kể, giống chó này đã bắt đầu suy giảm đáng kể. Mãi cho đến những năm 1920, khi một số nhà lai tạo đã nỗ lực cứu vãn giống chó bằng cách định vị một số chó Bồ Đào Nha cổ ở phía bắc Bồ Đào Nha không thể tiếp cận được. Cuốn sách phả hệ chó săn chỉ điểm Bồ Đào Nha sau đó được thành lập vào năm 1932 và đạt tiêu chuẩn vào năm 1938.